# Châtillon-en-Dunois
Châtillon-en-Dunois era un comune francese di 771 abitanti situato nel dipartimento dell'Eure-et-Loir nella regione del Centro-Valle della Loira. Il 1° gennaio 2017 è divenuto comune delegato del nuovo comune di Vald'Yerre.

## Società

### Evoluzione demografica
Abitanti censiti